# Josef Piendl

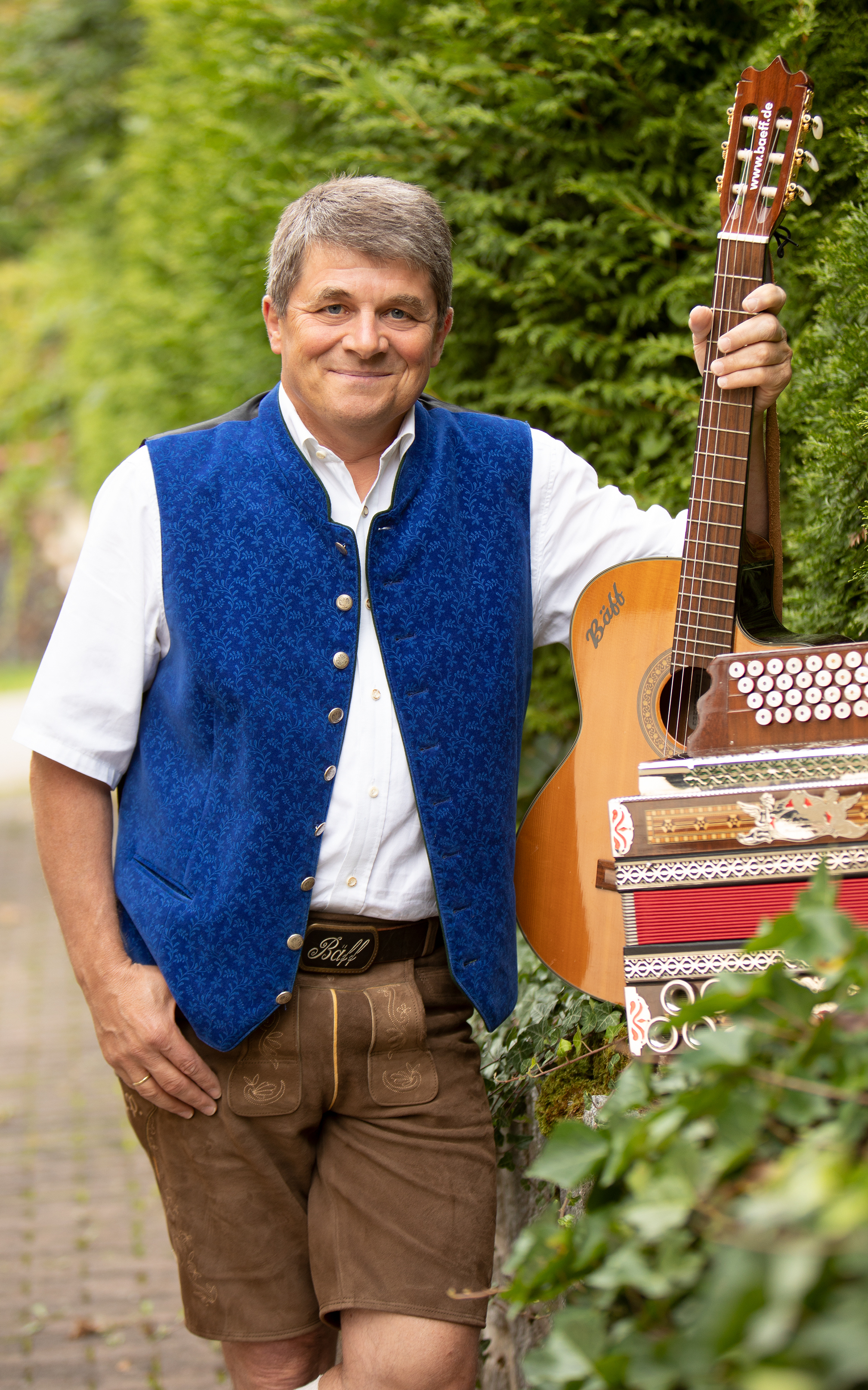
Josef „Bäff“ Piendl

Josef Piendl (Pseudonym: Bäff, * 1964 in Roding) ist ein Humorist aus der Oberpfalz, der unter anderem als Liedermacher, Hochzeitslader und durch sein Gstanzlsingen überregional bekannt wurde.
Im Jahr 2008 erhielt er den BLM-Hörfunkpreis in der Kategorie „Promotion und Werbung“ für eine Serie von Radiospots über das Weißbier der Brauerei Jacob (Bodenwöhr) und ist seit 2014 Schauer Preisträger, der Kulturpreis des Landkreises Cham!
Im Jahr 2008 erhielt er den BLM-Hörfunkpreis in der Kategorie „Promotion und Werbung“ für eine Serie von Radiospots über das Weißbier der Brauerei Jacob (Bodenwöhr) und ist seit 2014 Schauer Preisträger, der Kulturpreis des Landkreises Cham!

## Karriere/Werdegang als „Bäff“
Erste Bühnenerfahrung sammelte Josef „Bäff“ Piendl bei Theaterveranstaltungen der örtlichen Jugendgruppe. Nachdem er auf einer privaten Party mit dem Singen von Gstanzln auf sich aufmerksam machte, und folglich als Hochzeitslader auf über 450 Hochzeiten im Einsatz war, startete seine Karriere als Humorist. Es folgten Soloauftritte auf Kleinkunstbühnen, Festzelten, Betriebsjubiläen, Gstanzlsängertreffen und Auftritte verschiedener Art.
Als Gstanzlsänger war er fünfmaliger Holledauer Gstanzlkönig, dreimaliger Holledauer Vize-Gstanzlkönig und 1. Sieger beim Ehekirchener Preisgstanzlsingen. Er veröffentlichte CDs, schrieb Bücher und hat regelmäßig Rundfunk- und Fernsehauftritte, unter anderem bei den Wirtshausmusikanten beim Hirzinger, Brettlspitzen, Grünwald Freitagscomedy, Die Gruber und der Magazinsendung Quer.
Josef Piendl sorgt als Humorist, Gstanzlsänger, Liedermacher, Unterhalter und Moderator bei verschiedenen Anlässen mit seinem trockenen, bayerischen Humor für Stimmung und einen kurzweiligen Abend. Mit seinen Solo-Programmen ist er regelmäßig regional und überregional auf den verschiedensten Bühnen in Bayern und Österreich zu sehen.
Am Freitag, 17. Juli 2016 wurde Josef Piendl Pate der Aktion „Schule gegen Rassismus, Schule mit Courage!“ an der Grundschule Schorndorf.
Seit 2023 ist Piendl musikalischer Leiter und Moderator beim Kaltenhausener Gstanzlsingen, dem bekanntesten Gstanzlsingen Österreichs als Nachfolger des bekannten ORF Moderators Philipp Meikl, der ihn nach 30 Jahren als seinen Nachfolger vorschlug.

## Privat
Josef Piendl erlernte die Berufe Landwirt und Koch, welche er aber nicht mehr ausübt. Er ist verheiratet und hat zwei erwachsene Söhne.

## Erfolge
- 2014 wurde Josef „Bäff“ Piendl der Kulturpreis „Schauer“ für seinen herausragenden Beitrag zur Kultur in der Region Ostbayern verliehen.[3]
- 2008 Piendl erhielt den BLM-Hörfunk-Preis für den besten Beitrag in der Kategorie Werbung und Promotion
- 2001/2000/1998/1995/1994 Holledauer Gstanzlkönig im Weißbierstadl in Abensberg
- 2003/1996/1992 Holledauer Vize-Gstanzlkönig im Weißbierstadl in Abensberg
- 1999 Sieger beim Baumsteftenlenz – Schnodahüpflkönig im Museumsdorf Tittling.[4]
- 1991 Sieger beim Ehekirchener Preisgstanzlsingen.

## Auftritte im Fernsehen
- Sonntag. 12. Januar 2025 Wirtshausmusikanten beim Hirzinger, Folge 70. (BR)
- Donnerstag, 19. September 2024  "Karlsplatz" im BR, Überraschungsgast bei Eva Karl-Faltermeier
- Sonntag, 18. August 2024 Brettlspitzen VII im BR "Brettlspitzen Wunschsendung", Wiederholung
- Sonntag, 19. März 2023 Schwaben und Altbayern (BR) „Bäffs Gstanzlwerkstatt in den Grundschulen“
- Sonntag, 14. November 2021 Wirtshausmusikanten beim Hirzinger (BR)
- Sonntag, 3. Oktober 2021 Brettlspitzen XVII (BR)
- Sonntag, 25. April 2021 Wirtshausmusikanten beim Hirzinger (BR)
- Sonntag, 29. März 2020 Brettlspitzen XI (BR)
- Sonntag, 27. Januar 2019 Wirtshausmusikanten beim Hirzinger (BR)
- Montag, 1. Januar 2018: Brettlspitzen VII (BR)
- Sontag, 12. Mai. 2013 Schwaben und Altbayern (BR) - Porträt über Bäff
- Mittwoch, 14. November 2012 Bayerntour mit Carolin Reiber aus Roding (BR)
- Sonntag, 11. November 2012: Wirtshausmusikanten beim Hirzinger (BR),
- Samstag, 12. Mai 2012: Münchner Vorstadthochzeit anno 1905 (Denkzeit – Die Sendung zum Mit-, Nach- und Weiterdenken – BR-alpha)[5]
- Freitag, 15. August 2008: Weißblau klingst am Schönsten vom Gäubodenvolksfest (SWR)
- Freitag, 8. August 2008: Weißblau klingst am Schönsten vom Gäubodenvolksfest (BR)
- Sonntag, 10. August 2007: Weißblau klingst am Schönsten vom Gäubodenvolksfest (BR)
- Freitag, 11. Mai 2007: Grünwald Freitagscomedy (BR)
- Freitag, 7. Juli 2006: Die Gruber - Stars, Stil und Schmarrn! (BR)
- Donnerstag, 6. Oktober 2005:  Quer (BR) Gstanzlbeitrag zum Thema „Große Koalition!“
- Gastschauspieler als Moderator beim TV-Krimi Soko 5113, Das Blutopfer (ZDF) Es folgten mehrere Wiederholungen.
- „Kennen Sie den?“ mit Mike Krüger in RTL[4]

Neben diesen Auftritten im Fernsehen ergänzen zahlreiche Berichte im Regionalfernsehen und Rundfunkauftritte die Erscheinung in den Medien.

## Veröffentlichungen
Piendl veröffentlichte bislang einige Bücher und Tonträger.
Bücher
- 1998: Liadl, Gstanzl und Gedichte![6]
- 2003: Witze, Witzgedichte und Trinksprüche! ISBN 978-3-00-020919-2[6]
- 2004: Witzige Gedichte und lachhafte Geschichten![6]
- 2004: Sketche, Witze, Witzgedichte und mehr! ISBN 978-3-00-020920-8[6]
- 2006: Bloß zwecks daa Gaudi! ISBN 978-3-00-019332-3[7]
- 2010: Des konnst laut sogn! ISBN 978-3-00-032322-5[7]
- 2016: Des glaubst ja selba net! ISBN 978-3-00-054499-6[7]
- 2023: Mi host ghaut, des basst! ISBN 978-3-00-075116-5

Tonträger
- 1992: Bäff's ärste (MC)
- 1995: Bäff's zwoate (MC)
- 1998: Jeda Doch is ned gleich! (CD) ILN 42 60134 95 000 8
- 2000: Dou de net oi! (CD) ILN 42 60134 95 001 5
- 2002: I glaub i heng! (CD) ILN 42 60134 95 002 2
- 2007: Wos is denn des? (Live-CD) ILN 42 60134 95 003 9
- 2008: Misch de net ei! (CD) ILN 42 60134 95 004 6[4]
- 2014: Mou net saa! (CD) ILN 42 60134 95 006 0
- 2020: Heit gfreit's mi! (CD) ILN 42 26013 95 008 4